# Saint-Pierre-des-Corps
Saint-Pierre-des-Corps é uma comuna francesa na região administrativa do Centro, no departamento Indre-et-Loire. Estende-se por uma área de 11,28 km². Em 2010 a comuna tinha 16 016 habitantes (densidade: 1 419,9 hab./km²).591 hab/km².